# Selenidera spectabilis
Selenidera spectabilis là một loài chim trong họ Ramphastidae.